# Природничий факультет Університету Павла Йозефа Шафарика
Природничий факультет Університету Павла Йозефа Шафарика (словац. Prírodovedecká fakulta Univerzity Pavla Jozefa Šafárika) — підрозділ Університету Павла Йозефа Шафарика в Кошицах у Словаччині, який надає вищу освіту та проводить наукові дослідження в галузі біології, математики, фізики, інформатики, хімії, географії та екології. Факультет є одним з лідерів у Словаччині в природничих науках за індексами цитування та кількістю публікацій на одного дослідника. На факультеті діють 6 інститутів та 1 спеціальна установа (Центр прикладної інформатики). У 2019 році на факультеті працювало 140 штатних викладачів, з них 29 професорів і 50 доцентів, навчалося понад 800 студентів.

## Історія
Природничий факультет був створений 8 лютого 1963 року, першим деканом став академік Владімір Гайко. На момент відкриття факультету в ньому навчались лише 54, які почали навчатися в Кошицях ще у вересні 1962 року, коли факультет природничих наук Університету Коменського перевіз з Братислави до Кошиць частину своїх студентів 1-го курсу.
Важливою подією в житті факультету стало створення у 1967 році обчислювального центру, на базі якого у 1973 році виникла кафедра обчислювальної техніки.
На перших порах значну роль для факультету відігравала співпраця з факультетом математики та фізики Карлового університету в Празі та факультетом природничих наук Університету Коменського в Братиславі.

## Поточний стан
Факультет має наступні 6 відділів: відділ біологічних та екологічних наук, відділ фізичних наук, відділ хімічних наук, відділ інформатики, відділ географії та відділ математичних наук.
При факультеті діє Центр неперервного навчання протягом життя (словац. Centrum celoživotného vzdelávania), який пропонує освітні програми для викладачів, службовців, приватних компаній.
На факультеті регулярно організовуються різноманітні наукові семінари, такі як «Природнича чайна», Семінар Інституту інформатики та багато семінарів, організованих окремими інститутами факультету.
Центр прикладної інформатики природничого факультету бере участь у розробці та експлуатації Академічної інформаційної системи AiS, призначеної для управління роботою університету, впровадженої в 16 університетах Словаччини та доступної для понад 50 % студентів словацьких вишів.

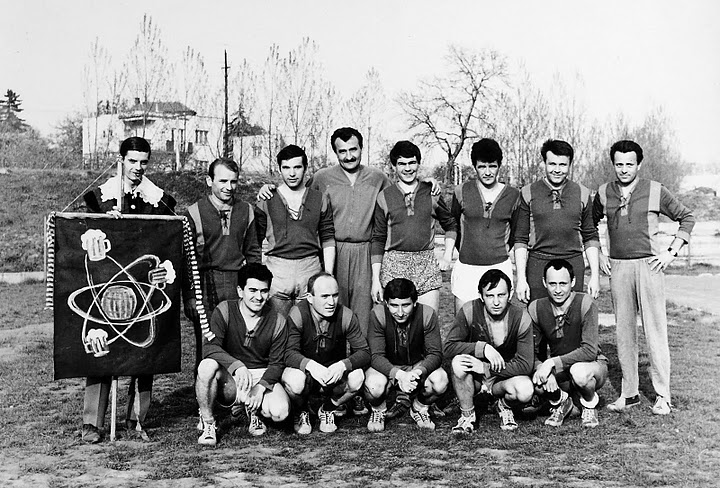
Футбольна команда педагогів природничого факультету на Днях науки в Альпінці

Давньою традицією факультету є так звані «Дні науки», які проходять щороку в літньому семестрі і включають, зокрема, «Бал природничників», нічний похід до зон відпочинку, студентську наукову конференцію і 24-годинку баскетболу.

## Структура
Відділ біологічних та екологічних наук:
- Кафедра ботаніки (Katedra Botaniky)
- Кафедра клітинної біології (Katedra bunkovej biológie)
- Кафедра фізіології тварин (Katedra fyziológie živočíchov)
- Кафедра генетики (Katedra genetiky)
- Кафедра мікробіології (Katedra mikrobiológie)
- Кафедра зоології (Katedra zoológie)
- Відділення дидактики біології (Oddelenie didaktiky biológie)
- Лабораторія молекулярно-біологічної діагностики (Laboratórium molekulárno-biologickej diagnostiky)

Відділ фізичних наук:
- Кафедра біофізики (Katedra Biofyziky)
- Кафедра фізики конденсованих систем (Katedra fyziky kondenzovaných látok)
- Кафедра ядерної та субядерної фізики (Katedra jadrovej a subjadrovej fyziky)
- Кафедра теоретичної фізики та астрофізики (Katedra teoretickej fyziky a astrofyziky)
- Відділення дидактики фізики (Oddelenie didaktiky fyziky)

Відділ хімічних наук:
- Кафедра аналітичної хімії (Katedra analytickej chémie)
- Кафедра неорганічної хімії (Katedra anorganickej chémie)
- Кафедра біохімії (Katedra biochémie)
- Кафедра фізичної хімії (Katedra fyzikálnej chémie)
- Кафедра органічної хімії (Katedra organickej chémie)
- Лабораторія спектроскопії ЯМР (Laboratórium NMR spektroskopie)
- Відділення дидактики хімії (Oddelenie didaktiky chémie)

Відділ інформатики:
- Відділення теоретичної інформатики (Oddelenie teoretickej informatiky)
- Відділення наук про дані та комп’ютерної безпеки (Oddelenie dátových vied a počítačovej bezpečnosti)
- Відділення наук про знання та дидактики інформатики (Oddelenie znalostných vied a didaktiky informatiky)

Відділ географії:
- Відділення фізичної географії (Oddelenie fyzickej geografie)
- Відділення геоінформатики (Oddelenie geoinformatiky)
- Відділення суспільної та регіональної географії (Oddelenie humánnej a regionálnej geografie)

Відділ математичних наук:
- Відділення дидактики математики (Oddelenie didaktiky matematiky)
- Відділення математичного аналізу (Oddelenie matematickej analýzy)
- Відділення економічної та фінансової математики (Oddelenie ekonomickej a finančnej matematiky)
- Відділення дискретної математики (Oddelenie diskrétnej matematiky)